# Улица Длуга (Варшава)
 Памятник культуры: регистрационный номер 63 от 1 июля 1965 года.
Улица Длуга — улица в Варшаве, в дзельнице Средместье, длиной 875 метров. Тянется от ул. Фрета до ул. Богатырей Гетто.

## История улицы
Улица появилась в XV веке, когда была главным путём из Варшавы до Сохачева и Ловича. Она имела также торговую функцию, из-за этого и осталось расширение улицы между ул. Фрета и Бароковой улицей. Нынешнее название носит, как минимум, с 1438 года.
Полностью застроена была в XVIII веке — к этому времени относятся самые значительные архитектурные памятники улицы. После войны потеряла своё коммуникационное значение, перешедшее к трассе W-Z.
26 марта 1943 года подпольная организация «Серые шеренги» провела антинемецкую акцию на углу улиц Белянской, Длугой и Налевки, так называемую «Акцию под Арсеналом». Это была первая открытая акция в Варшаве.
После прокладывания улицы Новотки (сегодня ул. Андерса) улица, вместо окончания на Банковской площади, имеет тупиковый конец возле Арсенала и выхода станции метро «Ратуш-Арсенал».
С 12 февраля 1955 года до 26 сентября 1976 года по улице ходил автобусный маршрут № 125, а в 1976—1980 годах № 144.

## Протяжённость улицы
Улица начинается от улицы Фрета в Новом Месте. Далее пересекает улицы Килинского, Мёдовую возле пл. Красинских, Бароковую, Белянскую, Богатырей Гетто. Заканчивается тупиком около Арсенала.

## Застройка
Застройка улицы Длугой включает в себя:
- № 1 — памятник культуры 1821 года (прилегает к костёлу св. Духа), ранее наименьшая недвижимость в Варшаве, имеющая свой ипотечный номер.
- № 3 — Костёл св. Духа и домик Мауриция Мохнацкого.
- № 4 — Каменный дом со второй половины XVIII века, место рождения Иоахима Лелевела.
- № 6 — Каменный дом 1754 года.
- № 7 — Дворец Рачинских 1786 года
- № 13 — Костёл пияров.
- № 15 — Дом XVII века.
- Памятник Варшавского восстания (при пересечении с улицей Мёдовой).
- № 16 — Каменный дом 1784 года.
- № 18/20 — Каменный дом 1808-12 годов (Дом Гачиньского).
- № 23 — Старый постоялый двор XVIII—XIX веков.
- № 24 — Старое таможенное отделение 1786 года.
- № 25 — Каменный дом середины XIX века.
- № 26 — Дворец Марии Любомирской-Радзивилл 1784 года.
- № 27 — Каменный дом XVIII—XIX веков.
- № 28 — Каменный дом с конца XVIII века.
- № 29 — Отель Польский
- № 38/40 — Дворец под Четырьмя Ветрами 1680 года.
- № 44 — Теле- и Радиотехнический институт в здании второй половины XVIII века.
- № 52 — Арсенал